# 답변서

답변서(答辯書)는 민사소송에서 소장의 송달에 대해 이의가 있는 피고가 제출하는 첫 번째 소송서류이다.

## 대한민국
피고는 송달되어 온 소장을 읽어보고 원고의 청구를 인정할 수 없으면 소장 부본을 받은 날부터 30일 이내에 답변서를 법원에 제출하여야 한다. 그러나 원고의 청구를 그대로 인정할 경우에는 답변서를 제출할 필요가 없다. 피고가 위 기간 안에 답변서를 제출하지 아니한 때에는 법원은 피고가 원고의 청구를 모두 인정한 것으로 보고 변론을 거치지 아니하고 판결할 수 있다.(민사소송법 제257조)
피고가 제출하는 답변서에는 먼저 청구취지에 대한 답변을 적고(예: 원고의 청구를 기각한다는 판결을 구합니다.), 이어 청구원인에 대한 답변으로서, 원고가 주장하는 사실 하나하나에 대하여 인정하는지 여부를 밝히고, 인정할 수 없다면 그 사유를 구체적으로 적어야 한다. 그리고 피고의 주장을 뒷받침하는 서증이 있으면 답변서에 첨부하여야 한다.
답변서는 피고가 제출하는 첫 번째 소송서류이다. 법원에 처음 제출하는 서면에는 일과시간 중 통화가 되는 전화번호, 팩스번호, e-mail 주소 등 연락처를 적어야 하고, 소송 진행 중에 주소나 연락처가 변경되면 곧바로 법원에 신고하여야 한다.

### 답변서가 제출된 사건
피고가 답변서를 제출하면, 재판장은 사건기록을 검토하여 사건진행의 방향을 정하는데, 원칙적으로 바로 변론 기일을 정하여야 하며 가능한 최단 기간 안의 날로 제1회 변론 기일을 지정하여야 한다. 종전에는 답변서 제출 단계에서 기록을 검토하여 원칙적으로 변론 준비절차에 부치도록 하였으나, 절차가 변론 기일을 중심으로 진행되도록 함으로써 직접주의와 공개주의에 바탕을 둔 충실한 구술심리를 실현하고자 2008년 12월에 민사소송법을 개정하여 변론준비절차를 “임의”절차화하고, 원칙적인 사건관리방식을 오히려 “변론준비절차 선행방식”에서 “변론기일 지정방식”으로 변경하였다.

## 참고 문헌
- 대한민국 대법원 사이트 전자민원센터의 민사소송 1심 절차 안내서.
- 답변서의 문서양식은 대법원 사이트 전자민원센터에 있다.[깨진 링크(과거 내용 찾기)]
- 조상희, 『법학전문대학원 민사소송법 기본강의』. 한국학술정보(주), 2009. ISBN 978-89-534-2307-7

## 같이 보기
- 소장의 송달